# Langobardsko-gepidská válka (567)
Langobardsko-gepidská válka byla serií vojenských střetů mezi germánskými kmeny Langobardů, Gepidů a kočovného kmene Avarů, která byla v roce 567 příčinou zániku království Gepidů v Dolní Panonii s centrem v Sirmiu i kmene samotného.
V roce 566 uzavřel langobardský král Alboin smlouvu s kočovnými Avary proti Gepidům, v niž Avarům slíbil dobyté území, pokud Gepidy porazí. Již následující rok 567 byli Gepidové poraženi, přičemž král Gepidů Kunimund byl zabit samotným Alboinem. Avaři vedení kaganem Bajanem I. následně obsadili gepidské území a vytvořili Avarský kaganát. Byzantský císař Justinus II. obávající se rozpínavosti Avarů vyslal vojsko vedené Baduarem, který převzal alespoň kontrolu nad Sirmiem a poskytl útočiště vůdci Gepidů Usdibadovi. Podle historika Herberta Schutze mnoho Gepidů vstoupilo do langobardských řad, zatímco zbytek odešel do Konstantinopole. Oproti tomu podle Rogera Collinse se zbytek kmene sloučil buď s Avary nebo Langobardy. Ačkoli pozdější langobardské zdroje tvrdí, že v této válce měli ústřední roli, ze soudobých byzantských zdrojů je jasné, že hlavní roli měli v této válce především Avaři. Po zániku království Gepidů se Avaři stali novou hrozbou pro Byzantskou říši. Rozpínavosti Avarů nebyli ušetřeni ani jejich dřívější spojenci Langobardi, kteří nakonec odešli do severní Itálie, kde založili Langobardské království.
Podle langobardského kronikáře Paula Diacona porážkou Gepidů trpěla především Kunimundova dcera Rosamunda, kterou Langobardi zajali jako rukojmí a následně si ji Alboin vzal za manželku. Ve Veroně ji na hostině donutil pít z poháru, který si nechal vyrobit z lebky jejího otce a kterou nosil kolem opasku, přičemž ji vyzval, aby vesele pila se svým otcem. Rosamunda za toto příkoří nechala později Alboina zavraždit.